# Жирнохвостая песчанка
Жирнохво́стая песча́нка (лат. Pachyuromys duprasi) — вид грызунов из подсемейства песчанковых (Gerbillinae), выделяемый в монотипный род Pachyuromys. Распространены в качестве домашних и лабораторных животных.

## Внешний вид
Среднего размера песчанки длиной от 10,5 до 13,5 см, длина хвоста составляет 4,5—6,1 см, масса от 30—65 г. От близких видов отличаются более острой мордочкой и коротким, сильно утолщённым хвостом, ткани которого жирнохвостые песчанки используют для запасания жира. Мягкая, густая шерсть окрашена сверху в песчано-бурые тона, на брюшной более светлая.

## Распространение и образ жизни

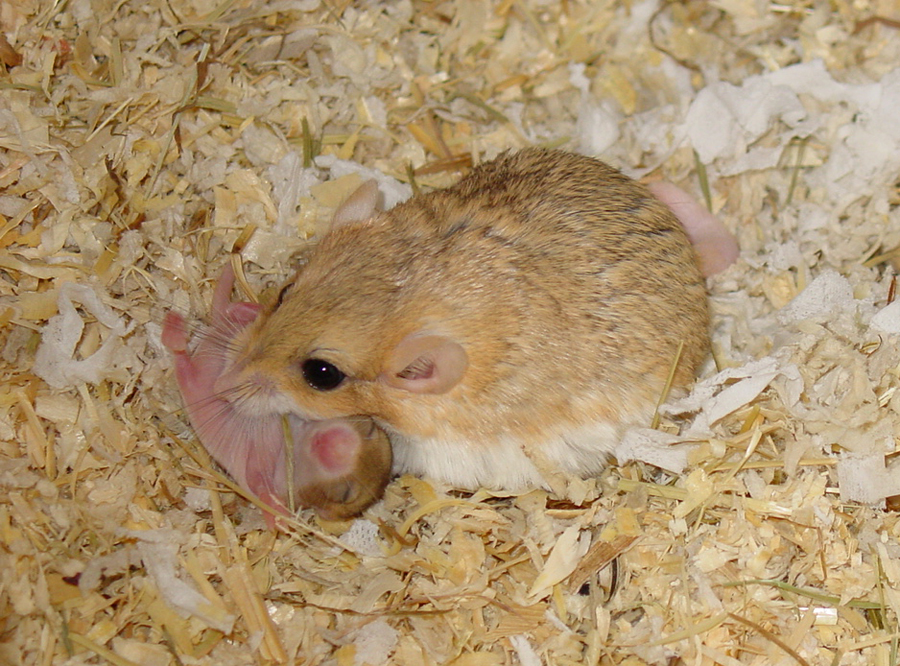
Самка с детёнышем

Обитают в засушливых пустынях, полупустынях и степях Северной Африки: от Марокко до Ливии, изолированные популяции известны также из Мавритании и Египта. Жирнохвостые песчанки роют длинные разветвлённые норы с гнездовыми камерами; наиболее активны ночью. Размножение приурочено к влажному сезону, за время которого самки успевают вырастить 2—3 выводка по 3—6 детенышей. Беременность длится 19—22 дня, детёныши рождаются слепыми и голыми.

## Питание
В рацион жирнохвостых песчанок входят насекомые и растительная пища — корневища и луковицы, семена, зеленые побеги. В неволе в качестве корма также применяют зерновые, фарш, сыр, молоко, салат и люцерну, но самое любимое лакомство — живые сверчки.